# Kakuro

Un trencaclosques kakuro sense resoldre.

El kakuro és una classe d'enigma lògic que sovint és referit com una transcripció matemàtica del mots encreuats. Bàsicament, els enigmes del kakuro són problemes de programació lineal, i es poden resoldre utilitzant les tècniques de matriu matemàtica, encara que siguin resolts típicament a mà. Els enigmes del kakuro són regulars en la majoria, si no totes, de les publicacions matemàtiques i d'enigma lògic als Estats Units. Dell Magazines va proposar els noms de Cross Sums (Sumes Croades) i Cross Addition (Addició Croada), però també el nom japonès kakuro (l'abreviació japonesa de Kasane kurosu: 加算 クロス Addició + Creu) guanyà acceptació general i els enigmes apareixen titulats d'aquesta manera ara en la majoria de les publicacions. La popularitat de kakuro al Japó és immensa, només després del famós sudoku entre altres cèlebres ofertes de la famosa Nikoli.

## Funcionament
El kakuro consisteix en una graella amb cel·les blanques i cel·les negres. L'objectiu és d'omplir cada cel·la blanca amb un dígit de l'1 al 9.
Les cel·les negres delimiten les cel·les blanques en regions que es poden interpretar com files horitzontals i verticals. A la cel·la negra corresponent a aquella fila s'hi indica el nombre total al que han de sumar els dígits d'aquella fila, a la cantonada superior dreta per horitzontals i inferior esquerra per verticals. Una fila no pot tenir el mateix dígit més d'una vegada.

## Sumes possibles
2 cel·les
```
3 -- 12
4 -- 13
5 -- 14 23
6 -- 15 24
7 -- 16 25 34
8 -- 17 26 35
9 -- 18 27 36 45
10 - 19 28 37 46
11 - 29 38 47 56
12 - 39 48 57
13 - 49 58 67
14 - 59 68
15 - 69 78
16 - 79
17 - 89

```

3 cel·les
```
6 -- 123
7 -- 124
8 -- 125 134
9 -- 126 135 234
10 - 127 136 145 235
11 - 128 137 146 236 245
12 - 129 138 147 156 237 246 345
13 - 139 148 157 238 247 256 346
14 - 149 158 167 239 248 257 347 356
15 - 159 168 249 258 267 348 357 456
16 - 169 178 259 268 349 358 367 457
17 - 179 269 278 359 368 458 467
18 - 189 279 369 378 459 468 567
19 - 289 379 469 478 568
20 - 389 479 569 578
21 - 489 579 678
22 - 589 679
23 - 689
24 - 789

```

4 cel·les
```
10 - 1234
11 - 1235
12 - 1236 1245
13 - 1237 1246 1345
14 - 1238 1247 1256 1346 2345
15 - 1239 1248 1257 1347 1356 2346
16 - 1249 1258 1267 1348 1357 1456 2347 2356
17 - 1259 1268 1349 1358 1367 1457 2348 2357 2456
18 - 1269 1278 1359 1368 1458 1467 2349 2358 2367 2457 3456
19 - 1279 1369 1378 1459 1468 1567 2359 2368 2458 2467 3457
20 - 1289 1379 1469 1478 1568 2369 2378 2459 2468 2567 3458 3467
21 - 1389 1479 1569 1578 2379 2469 2478 2568 3459 3468 3567
22 - 1489 1579 1678 2389 2479 2569 2578 3469 3478 3568 4567
23 - 1589 1679 2489 2579 2678 3479 3569 3578 4568
24 - 1689 2589 2679 3489 3579 3678 4569 4578
25 - 1789 2689 3589 3679 4579 4678
26 - 2789 3689 4589 4679 5678
27 - 3789 4689 5679
28 - 4789 5689
29 - 5789
30 - 6789

```

5 cel·les
```
15 - 12345
16 - 12346
17 - 12347 12356
18 - 12348 12357 12456
19 - 12349 12358 12367 12457 13456
20 - 12359 12368 12458 12467 13457 23456
21 - 12369 12378 12459 12468 12567 13458 13467 23457
22 - 12379 12469 12478 12568 13459 13468 13567 23458 23467
23 - 12389 12479 12569 12578 13469 13478 13568 14567 23459 23468 23567
24 - 12489 12579 12678 13479 13569 13578 14568 23469 23478 23568 24567
25 - 12589 12679 13489 13579 13678 14569 14578 23479 23569 23578 24568 34567
26 - 12689 13589 13679 14579 14678 23489 23579 23678 24569 24578 34568
27 - 12789 13689 14589 14679 15678 23589 23679 24579 24678 34569 34578
28 - 13789 14689 15679 23689 24589 24679 25678 34579 34678
29 - 14789 15689 23789 24689 25679 34589 34679 35678
30 - 15789 24789 25689 34689 35679 45678
31 - 16789 25789 34789 35689 45679
32 - 26789 35789 45689
33 - 36789 45789
34 - 46789
35 - 56789

```

6 cel·les
```
21 - 123456
22 - 123457
23 - 123458 123467
24 - 123459 123468 123567
25 - 123469 123478 123568 124567
26 - 123479 123569 123578 124568 134567
27 - 123489 123579 123678 124569 124578 134568 234567
28 - 123589 123679 124579 124678 134569 134578 234568
29 - 123689 124589 124679 125678 134579 134678 234569 234578
30 - 123789 124689 125679 134589 134679 135678 234579 234678
31 - 124789 125689 134689 135679 145678 234589 234679 235678
32 - 125789 134789 135689 145679 234689 235679 245678
33 - 126789 135789 145689 234789 235689 245679 345678
34 - 136789 145789 235789 245689 345679
35 - 146789 236789 245789 345689
36 - 156789 246789 345789
37 - 256789 346789
38 - 356789
39 - 456789

```

7 cel·les
```
28 - 1234567
29 - 1234568
30 - 1234569 1234578
31 - 1234579 1234678
32 - 1234589 1234679 1235678
33 - 1234689 1235679 1245678
34 - 1234789 1235689 1245679 1345678
35 - 1235789 1245689 1345679 2345678
36 - 1236789 1245789 1345689 2345679
37 - 1246789 1345789 2345689
38 - 1256789 1346789 2345789
39 - 1356789 2346789
40 - 1456789 2356789
41 - 2456789
42 - 3456789

```

8 cel·les
```
36 - 12345678
37 - 12345679
38 - 12345689
39 - 12345789
40 - 12346789
41 - 12356789
42 - 12456789
43 - 13456789
44 - 23456789

```

9 cel·les
```
45 - 123456789

```